# Substantial
Substantial, de son vrai nom Stanley Robinson, né le 7 janvier 1977 à Cheverly dans le Maryland, est un rappeur américain. Ses vidéos sont diffusées sur les chaînes américaines MTV, BET, et VH1.

## Biographie
Stanley Robinson, né le 7 janvier 1977 à Cheverly dans le Maryland. Au long de sa carrière, il explique s'inspirer d'artistes et groupes comme Native Tongues, Outkast, et Redman.
Substantial publie son premier album intitulé To This Union a Sun Was Born en 2001, en collaboration avec le producteur japonais Nujabes. L'album est un succès au Japon et Substantial continuera à travailler avec Seba jusqu'à la mort du producteur en 2010. Substantial commence à travailler sur son deuxième album, Sacrifice, qu'il publie sous le label Ink sous la forme d'un vinyle en 2008. Toujours en 2008, la vidéo de son single It's You (I Think) est récompensé du prix Winning Freshman Video par MTV. Plus tard, quelques amis et collègues fondent le label QN5 Music, et signent Substantial à la mi-2006. Son deuxième album, Sacrifice, est réédité et publié au début de l'année 2008.
En mai 2011, Substantial se fait opérer d'une potentielle partie cancéreuse de son petit et gros intestin. Concernant l'opération, Substantial explique : « Le but de la procédure le 10 mai, c'était de retirer les sections cancéreuses de mon petit et gros intestin. Comme je l'ai déjà expliqué, je n'ai pas le cancer, mais j'ai décidé de me faire opérer au cas où. » En avril 2013, pendant sa convalescence, Substantial produit et publie l'album Jackin' Jill en hommage à Jill Scott. Il contient 17 chansons inspirées des chansons de Jill Scott.

## Discographie
- 2001 : To This Union a Sun Was Born (Hyde Out (U.S.)/Dimid (Japan)
- 2008 : Sacrifice
- 2012 : Home Is Where the Art Is
- 2014 : Art Is Where The Home Is

### Albums collaboratifs
- 2002 : Happy Fuck You Songs (avec Extended F@mm)
- 2009 : Substantial/Burns (avec Burns)
- 2015 : The Past... (avec The Other Guys)
- 2015 : Always (avec Algorythm)

### Compilations
- 2003 : Substantial Evidence
- 2006 : Sacrificial Lambs (The Prequel to Sacrifice)
- 2009 : Substantial vs. Samurai Champloo: Beats, Rhymes and Strife
- 2010 : WINK: Something Substantia
- 2013 : Jackin' Jill